# Thymoites delicatulus
Thymoites delicatulus is een spinnensoort in de taxonomische indeling van de kogelspinnen (Theridiidae).
Het dier behoort tot het geslacht Thymoites. De wetenschappelijke naam van de soort werd voor het eerst geldig gepubliceerd in 1959 door Herbert Walter Levi.